# 長胸鰭原條鰍
長胸鰭原條鰍（學名：Protonemacheilus longipectoralis），為輻鰭魚綱鯉形目條鰍科原條鰍屬的其中一種。分布於亞洲中國雲南省淡水流域，棲息在河川底層水域，生活習性不明。

## 扩展阅读
維基物種上的相關：長胸鰭原條鰍